# Distretto di Befandriana-Nord
Il distretto di Befandriana-Nord o Befandriana-Avaratra è un distretto del Madagascar situato nella regione di Sofia. Ha per capoluogo la città di Befandriana-Avaratra.
La popolazione del distretto è di 228 432 abitanti (censimento 2011).